# Albatros Dr.I
Les Albatros Dr.I et Dr.II sont des avions de chasse triplans expérimentaux allemands de la Première Guerre mondiale.

## Albatros Dr.I
Début 1917 un fuselage complet d'Albatros D.V, avec roues et empennages, reçut une voilure triplan pour essais comparatifs avec un appareil standard. La formule n’apportait rien et fut rapidement abandonnée. Conservant le moteur Mercedes D IIIa de 160 ch et les deux armes du D.V, cet appareil avait une envergure de 8,70 m.

## Albatros Dr.II
Sur le fuselage d'Albatros D.X fut installée une cellule triplan caractérisée par d’épais mâts d’entreplan étayant des ailes fortement décalées vers l’avant. L’unique prototype vola au printemps 1918, armé de deux LMG 08/15.